# Caproni Ca.100
El Caproni Ca.100, apodado Caproncino, fue un biplaza ligero monomotor con una configuración de sesquiplano invertido; fue utilizado como entrenador básico, y desarrollado en numerosas versiones. Diseñado y construido por la firma aeronáutica italiana Aeronautica Caproni en los años treinta del siglo XX, fue también producido bajo licencia por las compañías Caproni Aeronautica Bergamasca (CAB), una filial de Caproni, Breda y Aeronautica Macchi, que se encargó de la versión hidroavión, y por la Compagnia Nazionale Aeronautica (CNA). El Ca.100, gracias a su facilidad de mantenimiento y a su capacidad de maniobra, se mantuvo durante muchos años en las escuelas de vuelo civil y en la Regia Aeronautica; algunos ejemplares (2) siguen en estado de vuelo hoy en día. 

## Diseño y desarrollo
El concepto del Ca.100 fue directamente iniciado por expreso deseo del mariscal Italo Balbo, entonces Ministro de Aeronáutica, con la idea de promover la cultura aeronáutica con el consiguiente desarrollo de la aviación turística. Teniendo esto en cuenta, en enero de 1928 el Ministerio de Aeronáutica emitió una especificación para la construcción de un avión ligero que se utilizara en el papel de entrenador básico para escuelas de vuelo, por ejemplo, la Reale Unione Nazionale Aeronautica (RUNA), como avión de enlace y de turismo. Casi todas las empresas aeronáuticas del país respondieron a dicha solicitud, presentando proyectos y prototipos para participar en las pruebas comparativas de febrero de 1929. Finalmente, los proyectos que se consideraron en un principio a la altura de las necesidades fueron los desarrollados por FIAT-Ansaldo, Breda Aeronautica, Caproni Aeronautica Bergamasca (CAB), Cantieri Navali Triestini (CANT), Meridionali (IMAM), Aeronautica Macchi, Piaggio y Piero Magni Aviazione.
Sin embargo, Caproni decidió no desarrollar un proyecto completamente nuevo, sino volver a trabajar basándose en el de Havilland DH.60 Moth, del cual la compañía italiana había comprado la licencia de producción con el permiso para introducir algunos cambios en sus detalles de diseño. El proyecto de la célula original se combinó con una configuración alar sesquiplana invertida (planos inferiores de mayor envergadura), un rasgo distintivo ya adoptado en el bombardero ligero Caproni Ca.73, diseñado por Rodolfo Verduzio, además de otros cambios en el diseño del plano de cola. Por lo demás, igual que la técnica de construcción, con una estructura de madera cubierta con lienzo barnizado, era muy similar al modelo británico excepto por la particular configuración del ala. Inicialmente estuvo propulsado por el motor de Havilland Gipsy de 85 hp, aunque el Ca.100 fue equipado con toda una serie de motores de distintas potencias que se indican más abajo.
El prototipo, matriculado con las marcas militares MM.110, realizó su primer vuelo en los últimos meses de 1928 en el aeródromo de Taliedo, a los mandos del piloto de pruebas Domenico Antonini. En junio de 1929 fue exhibido en la 1ª Fiera dell'aviazione turistica en el aeródromo de Roma-Urbe.
Realizó las evaluaciones con los competidores Bonomi B-2, Breda Ba.15, CAB C.4, CANT 26, Fiat-Ansaldo AS.1, Gabardini B.7, Romeo Ro.5, Macchi M.70 y Piaggio P.9, y obtuvo unos resultados considerados interesantes; sin embargo, la comisión evaluadora declaró ganador al prototipo presentado por Fiat-Ansaldo. A pesar de ello, fue posteriormente revaluado gracias a una serie de prestaciones obtenidas por el prestigioso piloto Mario de Bernardi durante una gira de presentación en julio de 1929 del nuevo modelo en Budapest, Belgrado, Bucarest y Sofía.

### Construcción

#### Célula
La estructura del fuselaje era de sección cuadrangular, construida a base de cuatro largueros de madera y cubierto de láminas de madera contrachapada y pintada; estaba equipado con dos cabinas de pilotaje abiertas en tándem, con la parte trasera reservada para el instructor o el pasajero, estando provista de controles duales con instrumentación estándar para parámetros de vuelo y control del motor.
El tren de aterrizaje era fijo, con ruedas independientes equipadas con frenos, con patas delanteras reforzadas con amortiguadores, y en la parte trasera, un patín de cola orientable, también con amortiguador. La propulsión se confió a una gran serie de diferentes motores, tanto en el tipo como en el rango de potencia, en todo caso combinados con una hélice de madera bipala de paso fijo. El combustible se almacenaba en dos depósitos, uno, al estilo Moth, en un depósito aerodinámico con capacidad para 89 l en la sección central del ala superior, y otro secundario, con una capacidad de 36 l, colocado entre el motor y el habitáculo.

#### Superficies del ala
La configuración del ala era sesquiplana invertida, es decir, con el ala inferior de mayores dimensiones que la superior; la construcción de ambas era de estructura de madera recubierta con lona barnizada y pintada; solo la inferior estaba equipada con alerones, estando unidas entre sí por medio de montantes tubulares y arriostradas mediante tirantes de alambre de acero; como opción podían ser equipadas con ranuras (slats) Handley-Page en los bordes de ataque. Las alas estaban articuladas y podían ser plegadas a lo largo del fuselaje para facilitar el transporte y almacenamiento.

#### Motores
Checoslovaquia
- Walter NZ-85: radial de siete cilindros, refrigerado por aire, 73,5 kW (100 hp).
- Walter NZ-120: radial de nueve cilindros, refrigerado por aire, 99,3 kW (135 hp).

 Estados Unidos
- Kinner B-5: radial de cinco cilindros, refrigerado por aire, 125 hp.

 Italia
- Alfa Romeo 6C: 6 cilindros en línea, refrigerado por aire, 80 CV (motor de automóvil).
- Colombo S.53: radial de cuatro cilindros, refrigerado por aire, 62,5 kW (85 CV).
- Colombo S.63: 6 cilindros en línea, refrigerado por aire, 130 CV.
- Farina T.58: radial de cinco cilindros, refrigerado por aire, 135 CV.
- Fiat A.50: radial de siete cilindros, refrigerado por aire, 78 kW (105 Hp).
- Fiat A.53: radial de siete cilindros, refrigerado por aire, 110 CV.
- Fiat A.54: radial de siete cilindros, refrigerado por aire, 140 CV.
- Fiat A.60: 6 cilindros invertidos en línea y refrigerado por aire, 85 CV.
- Isotta Fraschini Asso 80 R: 6 cilindros en línea, refrigerado por aire, 85 kW (115 hp).

 Reino Unido
- Blackburn Cirrus Minor: cuatro cilindros en línea invertido, refrigerado por aire, 90 hp.
- de Havilland Gipsy I: cuatro cilindros en línea, refrigerado por aire, 85 hp.
- de Havilland Gipsy Major: cuatro cilindros en línea, refrigerado por aire, 135 hp.

## Historia operacional
La Regia Aeronautica recibió dos prototipos y en marzo de 1930 ordenó una primera remesa de 24 unidades; los pedidos a partir de entonces totalizaron 675 Ca.100 de producción, construidos por Bergamasche, Breda, CNA y Macchi, además de Caproni. Treinta  ejemplares fueron construidos por Macchi, equipados con flotadores y designado Ca.100 idro. Los Ca.100 se usaron principalmente desde 1934 como entrenadores básicos, aunque algunos realizaron tareas de enlace.
Algunos aviones fueron construidos para uso civil, los primeros Ca.100 llegaron a los aeroclubes en 1930, más tarde se unieron al registro civil antiguas máquinas militares retiradas. Fue exportado a Portugal (1) y Perú; en este último país el gobierno peruano firmó en 1935 un contrato con Caproni por el que se otorgaba a esta firma un monopolio de diez años para la fabricación y mantenimiento de aviones militares. Doce ejemplares de Ca.100 con motor Gipsy fueron suministrados a finales de 1934 desde Italia, pero en mayo de 1937 se abrió una factoría en lo que en la actualidad es la Base aérea Las Palmas, Caproni Aeronáutica Peruana, en un principio con el propósito de producir 25 ejemplares en el plazo de dos años, sin embargo, durante ese periodo solo se llegaron a construir doce Ca.100 PR (por Perú), un derivado con estructura totalmente metálica, propulsado por un motor radial de cinco cilindros Kinner B-5 de 125 hp, pero a un coste excesivo. 
El diseño también fue producido por la filial búlgara de Caproni como Kaproni-Bulgarski KB-1 Peperuda (mariposa); esta compañía entregó en 1932 siete unidades propulsadas por el motor radial Walter NZ-85 de 130 hp a las Reales Fuerzas Aéreas búlgaras y más tarde dos ejemplares adicionales en versión hidro, siendo empleados todos ellos en funciones de escuela como entrenador primario. 
El 27 de febrero de 1931, Domenico Antonini y Spartaco Trevisan alcanzan los 5324 m de altura, un nuevo récord mundial de hidroaviones de hasta 680 kg. En abril del mismo año, Vittorio Beonio Brocchieri, con un Ca.100 con motor Walter NZ, realizó un vuelo Milán-Bagdad y regreso, y entre octubre y noviembre voló 18 000 km realizando el trayecto Milán-Túnez-Libia-Egipto-Etiopía-Somalia-Sudán-Roma; esta serie de vuelos terminó con el que comenzó el 24 de julio al 10 de septiembre de 1934, con el raid Roma-Irkutsk-Roma (17 000 km).
En julio de 1943, la Regia Aeronautica aún disponía de 153 ejemplares. Después del armisticio, muchos fueron confiscados por la Luftwaffe y posteriormente destruidos. Sin embargo, algunas aeronaves todavía se usaron mucho después de la Segunda Guerra Mundial, las últimas se emplearon en aeroclubes para entrenar alumnos hasta 1968.

## Versiones

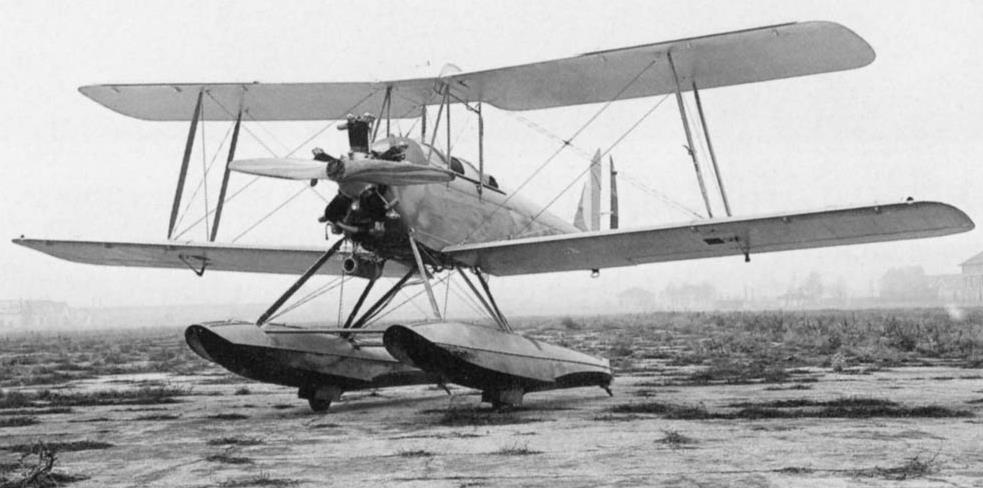
Ca.100 Anfibio con motor Farina T.58

Ca.100
Versión estándar de producción.
Ca.100T
Versión básica de turismo, provista con alas plegables para favorecer su almacenaje.
Ca.100 bis
Versión agrandada de turismo, equipada con una cabina cerrada y alas redondeadas.
Ca.100 idro
Versión hidroavión construida por Macchi y CAB, con flotadores de madera o de duraluminio.
Ca.100 anfibia
Versión del Ca.100 idro, incorporaba una rueda retráctil en cada flotador.
También se modificaron algunos ejemplares para el entrenamiento de bombardeo, propulsados con el motor Walter y equipados con lanzabombas debajo del fuselaje para transportar cuatro bombas de ejercicio, y un Ca.100 fue equipado con esquís de madera para despegar o aterrizar en terreno nevado. Su peso en vacío aumentó a 700 kg.

## Operadores
Austria
- Cuerpo Aéreo del Heimwehr: 20 ejemplares.

 Bulgaria
- Reales Fuerzas Aéreas: nueve ejemplares KB-1.

 España
- Ejército del Aire

 Italia
- Regia Aeronautica
  - Aviación Legionaria: 2 unidades.

 Italia
- Aeronautica Militare

 Perú
- Cuerpo Aeronáutico del Perú: 24 unidades.

 Portugal
- Aeronáutica Militar: un ejemplar.

## Especificaciones
Referencia datos: Enciclopedia Ilustrada de la Aviación Vol.5 pag 1055 (Caproni Ca.100 prototipo)

### Características generales
- Tripulación: Dos (piloto e instructor)
- Longitud: 7,3 m (24 ft)
- Envergadura: 10 m (32,8 ft)
- Altura: 2,8 m (9 ft)
- Superficie alar: 24,4 m² (262,6 ft²)
- Peso vacío: 400 kg (881,6 lb)
- Peso máximo al despegue: 680 kg (1498,7 lb)
- Planta motriz: 1× motor lineal de cuatro cilindros refrigerado por aire de Havilland Gipsy IV.
  - Potencia: 63 kW (87 HP; 86 CV)
- Hélices: Bipala de madera de paso fijo

### Rendimiento
- Velocidad máxima operativa (Vno): 165 km/h (103 MPH; 89 kt)
- Velocidad crucero (Vc): 141 km/h (88 MPH; 76 kt)
- Alcance: 700 km (378 nmi; 435 mi)
- Techo de vuelo: 4000 m (13 123 ft)
- Régimen de ascenso: 1,8 m/s (354 ft/min)

## Aeronaves relacionadas

### Secuencias de designación
- Secuencia Ca._ (interna de Caproni): ← Ca.97 - Ca.98 - Ca.99 - Ca.100 - Ca.101 - Ca.102 - Ca.103 - Ca.104 - Ca.105 - Ca.106 - Ca.107 →
- Secuencia Numérica (Aeronaves del Ejército del Aire español, 1939-1945): ← 30 (XV) - 30 (XVI) - 30 (XVII) - 30 (XVIII) - 31 (I) - 31 (II) - 32 →